# Kwan Shan
Kwan Shan (關山 | cantonés: Gwaan Saan | mandarín: Guān Shān) es un actor cinematográfico chino, nacido el 20 de abril de 1933.

## Biografía
En 1954 el joven Guan Bo Wei se inscribió en las clases de interpretación de los estudios Great Wall, atrayendo la atención del director Yuen Yeung On, que se consumó con su debut cinematográfico, en un papel protagonista bajo el nombre artístico de Kwan Shan, en el film de Yuen The Story of Ah Q en 1958. Este importante rol dramático le supuso además el Premio de Interpretación en el Festival Internacional de Cine de Locarno en Suiza, convirtiéndose así en el primer actor hongkonés galardonado fuera de Asia, cuando apenas contaba 25 años de edad.
A partir de ese mismo año Kwan intervino en varias producciones de Great Wall, en las que trabó amistad con la actriz de reparto Zhang Bing Si, con la que contrajo matrimonio poco después. Fruto de esta relación surgió en 1962 la posteriormente famosa actriz Rosamund Kwan.  
En 1961 Kwan Shan firmó un importante contrato con los estudios Shaw Bros., que le emparejó con casi todas sus estrellas, como Linda Lin y Li Li Hua en una serie de dramas y adaptaciones literarias de gran prestigio. Entre sus trabajos para Shaw cabe destacar Love Without End, The Adulteress, Her Sister's Keeper, Vermillion Door o The Blue and the Black.    
Finalizado su contrato con Shaw, a finales de los 60 alternó rodajes en Hong Kong y Taiwán, llegando a dirigir su único film, The Brutal Boxer, en 1972. A partir de esta época se convirtió en un sólido actor secundario habitual en la pantalla, apareciendo incluso en algunas películas de su hija Rosamund en los años 80. A mediados de la década de los 90 se retiró del cine.